# Zastawie (obwód tarnopolski)
Zastawie – wieś na Ukrainie w rejonie tarnopolskim należącym do obwodu tarnopolskiego nad rzeką Gniezna.
W II Rzeczypospolitej wieś powiecie tarnopolskim województwa tarnopolskiego.
W latach 1941–1945 nacjonaliści ukraińscy z OUN-UPA zamordowali tutaj 7 Polaków. 
W 1918 r. w Zastawie urodził się Stanisław Szewczuk, pułkownik LWP. 